# Schaakbuurt
De Schaakbuurt is een kleine buurt in de wijk Noordwest in Utrecht, in de Nederlandse provincie Utrecht. Deze buurt is gelegen ten Noordoosten van de Burgemeester van Tuyllkade, en wordt verder begrensd door de Stauntonlaan, Zwanenvechtlaan en de Vecht. Veel van de straten zijn vernoemd naar aan het schaakspel gerelateerde zaken, waaronder de Pionstraat, de Rokadestraat, de Simultaanstraat, de Schaakstraat, en de Paardesprongstraat, of naar beroemde schakers, zoals de Dr. Max Euwestraat.
De Schaakwijk werd na de oorlog gebouwd, en huisvestte net als veel andere buurten/subwijken in Utrecht-Noordwest voornamelijk arbeiders die in de fabrieken van en nabij Zuilen werkten. In de nasleep van de fabriekssluitingen verarmde de buurt, die toen voornamelijk uit portieketageflats in de sociale huursector bestond, vanaf de jaren tachtig en kwamen er steeds meer mensen met sociale problemen te wonen. Tegen het eind van de eeuw waren de veiligheidsproblemen uitgegroeid tot de grootste van de stad Utrecht.
In 1997 werd bijna 40% van de woningen in de buurt gesloopt. De portiek- en etageflats die verdwenen werden in de daaropvolgende jaren gaandeweg vervangen door eengezinswoningen, waarvan 40% koopwoningen waren, die meer hoogopgeleide bewoners aantrokken. Slechts 40% van de oorspronkelijke bewoners keerde terug.

## Leefbaarheid en positie
Desalniettemin kan de Schaakbuurt nog steeds worden geclassificeerd als een volksbuurt. Volgens het CBS (Buurt in Beeld) had in 2007 41% van de bewoners een laag inkomen en 14% een hoog inkomen, en in 2017 was dat nauwelijks anders (43% resp. 18%). Dat jaar had 39 % van de bevolking had een niet-westerse migratie achtergrond. In 2023 telde de buurt 4.585 inwoners.
2e Daalsebuurt en omgeving · de Driehoek · Egelantierstraat, Mariëndaalstraat e.o. · Elinkwijk en omgeving · Geuzenwijk · Julianapark en omgeving · Loevenhoutsedijk en omgeving ·  Ondiep · Prins Bernhardplein en omgeving · Queeckhovenplein en omgeving · Schaakbuurt · Zuilen-Noord